# McCune-Reischauer
Het McCune-Reischauersysteem, afgekort M-R, is een romanisatiesysteem voor het Koreaanse Hangul-alfabet. In 1930 werd dit ontwikkeld door de Amerikaanse studenten George McCune en Edwin Reischauer.

## Lastig
Het gebruik van het McCune-Reischauersysteem werd vooral als lastig ervaren omdat het gebruik maakte van tekens zoals ŏ en ŭ voor de klinkers. Geaspireerde medeklinkers onderscheiden zich binnen het systeem van de ongeaspireerde medeklinkers door er een apostrof achter te zetten, dus ch en ch'. Dit leidde er in praktijk toe dat mensen die vaak achterwege lieten waardoor er veel verwarring ontstond.

### Klinkers
| 모음    | ㅏ | ㅑ | ㅓ | ㅕ | ㅗ | ㅛ | ㅜ | ㅠ | ㅡ | ㅣ | ㅘ | ㅝ | ㅐ | ㅔ  | ㅚ | ㅟ | ㅢ | ㅙ  | ㅞ | ㅒ  | ㅖ |
| ------- | -- | -- | -- | -- | -- | -- | -- | -- | -- | -- | -- | -- | -- | --- | -- | -- | -- | --- | -- | --- | -- |
| Klinker | a  | ya | ŏ  | yŏ | o  | yo | u  | yu | ŭ  | i  | wa | wŏ | ae | e * | oe | wi | ŭi | wae | we | yae | ye |

* e - wordt geschreven als ë na ㅏ en ㅗ

### Medeklinkers
|                     |    |    | Eerste medeklinker van de volgende lettergreep | Eerste medeklinker van de volgende lettergreep | Eerste medeklinker van de volgende lettergreep | Eerste medeklinker van de volgende lettergreep | Eerste medeklinker van de volgende lettergreep | Eerste medeklinker van de volgende lettergreep | Eerste medeklinker van de volgende lettergreep | Eerste medeklinker van de volgende lettergreep | Eerste medeklinker van de volgende lettergreep | Eerste medeklinker van de volgende lettergreep | Eerste medeklinker van de volgende lettergreep | Eerste medeklinker van de volgende lettergreep | Eerste medeklinker van de volgende lettergreep | Eerste medeklinker van de volgende lettergreep |
| ㅇ                  | ㄱ | ㄴ | ㄷ                                             | ㄹ                                             | ㅁ                                             | ㅂ                                             | ㅅ                                             | ㅈ                                             | ㅊ                                             | ㅋ                                             | ㅌ                                             | ㅍ                                             | ㅎ                                             |                                                |                                                |                                                |
| ㅇ                  | K  | N  | T                                              | (R)                                            | M                                              | P                                              | S                                              | CH                                             | CH'                                            | K'                                             | T'                                             | P'                                             | H                                              |                                                |                                                |                                                |
| ------------------- | -- | -- | ---------------------------------------------- | ---------------------------------------------- | ---------------------------------------------- | ---------------------------------------------- | ---------------------------------------------- | ---------------------------------------------- | ---------------------------------------------- | ---------------------------------------------- | ---------------------------------------------- | ---------------------------------------------- | ---------------------------------------------- | ---------------------------------------------- | ---------------------------------------------- | ---------------------------------------------- |
| Laatste medeklinker | ㅇ | NG | NG                                             | NGG                                            | NGN                                            | NGD                                            | NGN                                            | NGM                                            | NGB                                            | NGS                                            | NGJ                                            | NGCH'                                          | NGK'                                           | NGT'                                           | NGP'                                           | NGH                                            |
| Laatste medeklinker | ㄱ | K  | G                                              | KK                                             | NGN                                            | KT                                             | NGN                                            | NGM                                            | KP                                             | KS                                             | KCH                                            | KCH'                                           | KK'                                            | KT'                                            | KP'                                            | KH                                             |
| Laatste medeklinker | ㄴ | N  | N                                              | N'G                                            | NN                                             | ND                                             | LL                                             | NM                                             | NB                                             | NS                                             | NJ                                             | NCH'                                           | NK'                                            | NT'                                            | NP'                                            | NH                                             |
| Laatste medeklinker | ㄹ | L  | R                                              | LG                                             | LL                                             | LD                                             | LL                                             | LM                                             | LB                                             | LS                                             | LCH                                            | LCH'                                           | LK'                                            | LT'                                            | LP'                                            | RH                                             |
| Laatste medeklinker | ㅁ | M  | M                                              | MG                                             | MN                                             | MD                                             | MN                                             | MM                                             | MB                                             | MS                                             | MJ                                             | MCH'                                           | MK'                                            | MT'                                            | MP'                                            | MH                                             |
| Laatste medeklinker | ㅂ | P  | B                                              | PK                                             | MN                                             | PT                                             | MN                                             | MM                                             | PP                                             | PS                                             | PCH                                            | PCH'                                           | PK'                                            | PT'                                            | PP'                                            | PH                                             |

Dubbele medeklinkers
- ㄲ kk
- ㄸ tt
- ㅃ pp
- ㅆ ss
- ㅉ tch

- ㄳ ks(h)
- ㄵ nj
- ㄶ n
- ㄺ lg
- ㄻ lm
- ㄼ lb
- ㄽ ls(h)
- ㄾ lt
- ㄿ lp'
- ㅀ l
- ㅄ bs

## Gebruik
Het wordt vandaag de dag gebruikt in Noord-Korea en in academische kringen. Zo maakt de faculteit Koreaanse taal en cultuur van Universiteit Leiden hoofdzakelijk gebruik van dit systeem.

## Vervanging
In Zuid-Korea heeft de overheid in 2000 besloten een Herziene Koreaanse Romanisatie in te voeren. Ook het M-R-systeem is in Zuid-Korea nog steeds in gebruik maar verliest snel aan betekenis. In recente toeristische publicaties en bij bewegwijzering wordt de Herziene Koreaanse Romanisatie gebruikt.